# ウィリアム・ヒュースン

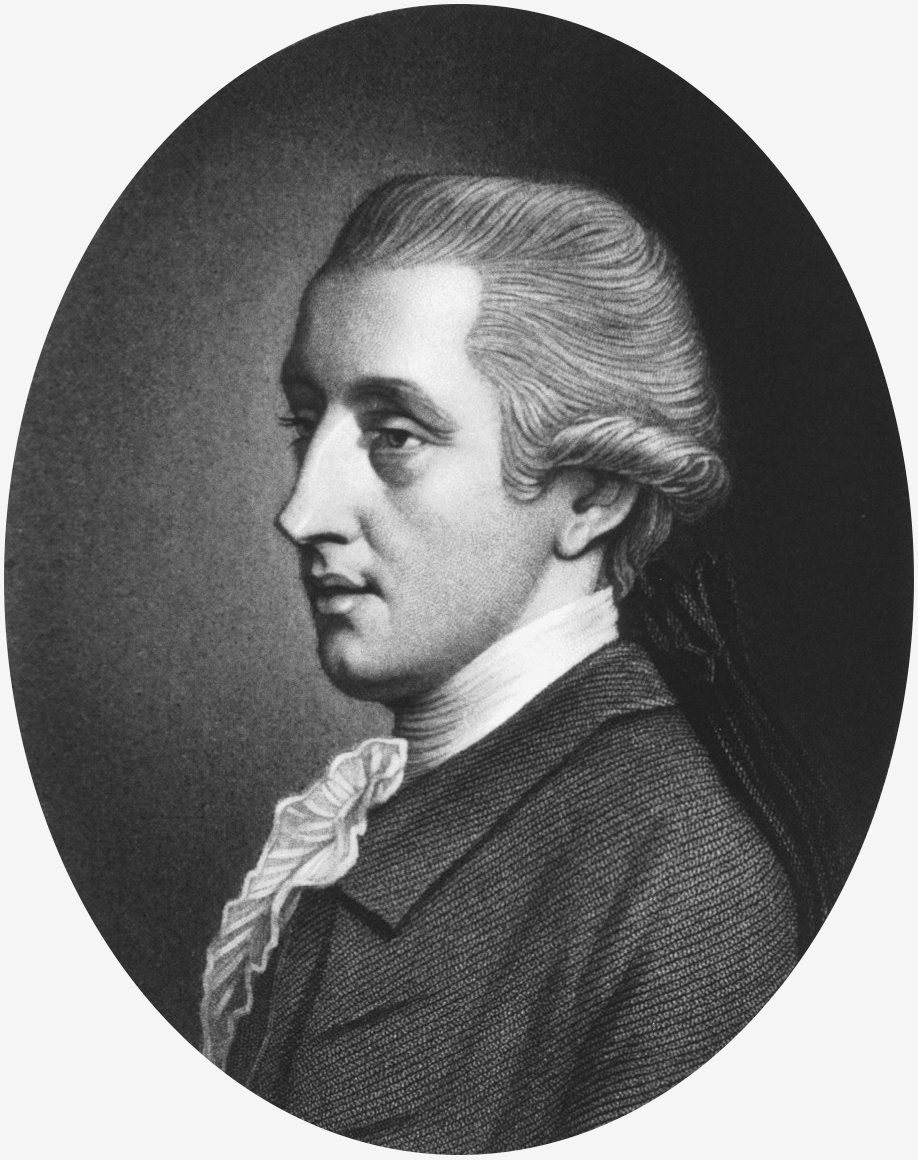
William Hewson

ウィリアム・ヒュースン（William Hewson、1739年11月14日 - 1774年5月1日）はイギリスの外科医、解剖学者、生理学者である。血液の凝固に関わるタンパク質、フィブリンを単離したことにより「血液学の父」と呼ばれる。

## 略歴
ノーサンバーランド州のヘキサムに生まれた。リチャード・ランバートが設立した、ニューキャッスル診療所で学び、1760年から1761年はエディンバラで学び、その後、ウィリアム・ハンターに学び、後に助手を務めた。
ヒュースンの主な業績は血液の凝固に関わるタンパク質、フィブリンを単離したことであるが、動物のリンパ腺の解剖学研究や機能の説明による業績で1769年にコプリ・メダルを受賞し、翌年、王立協会の会員に選ばれた。また赤血球がアントニ・ファン・レーウェンフックの顕微鏡観察から球形であると信じられていたのに対して扁平であることを示唆した。1710年に、ベンジャミン・フランクリンの友人のメアリー・スティブンソンと結婚し、1772年から病死するまでの2年間、フランクリンがロンドンで住んだ屋敷（現在はベンジャミン･フランクリン・ハウス博物館となっている）で、解剖学の学校を運営した。解剖に際して感染した敗血症で死亡した。
ヒューソンの仕事は1774年9月にヒュースンの妹ドロシーと結婚したマグナス・ファルコーナーに引き継がれ、ファルコーナーは、脾臓や胸腺などのヒュースンの実験を繰り返し、1772年に自らの裏付けとともにヒュースンの仕事を再発表した。

## 参考資料
1. ↑  "Hewson; William (1739 - 1774)". Record (英語). The Royal Society. 2011年12月11日閲覧。

- http://www.britannica.com/EBchecked/topic/264537/William-Hewson  Encyclopedia Britannica Online.